# História do Cruzeiro Esporte Clube
A história do Cruzeiro Esporte Clube teve início no dia 2 de janeiro de 1921, quando o clube foi fundado por Desportistas da Colônia Italiana de Belo Horizonte, com o nome de Palestra Itália.
O clube atualmente disputa o Campeonato Brasileiro da primeira divisão.

## Palestra Itália

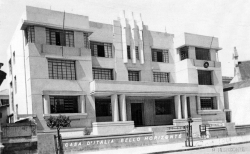
Sede da Colonia Italiana em BH

No início do século XX a colônia italiana de Belo Horizonte tentava, sem sucesso, formar um time de futebol que pudesse disputar os torneios locais. Pouco depois, foi a vez do Palestra Brazil (1918), que nem chegou a ser implantado, ficando apenas no projeto.
Em 1920, aproveitando a presença do cônsul italiano na capital mineira, alguns desportistas da colônia levaram-lhe a ideia da criação do clube, nos mesmos moldes do Palestra Itália, de São Paulo, o atual Palmeiras. A resolução foi acertada depois que algumas das principais 'famílias italianas', se prontificaram a participar do projeto de fundação do clube, que deveria representar a colônia em Belo Horizonte. Na fábrica de materiais esportivos e calçados de Agostinho Ranieri, situada à rua dos Caetés, ficou decidida a fundação do clube que deveria fazer frente aos três grandes da capital: Atlético Mineiro, América e Yale. Nascia, naquele momento, a Società Sportiva Palestra Itália, criada no dia 2 de janeiro de 1921. A reunião contou com a presença de 95 fundadores pelos presentes o escudo e uniforme que faziam referência às cores italianas, e cuja inscrição SSPI seria gravada no centro do escudo. Outra definição acertada era que apenas membros da colônia italiana poderiam vestir a camisa do time. Aurélio Noce foi eleito o primeiro Presidente o vice Giuseppe Perona. Bruno Piancastelli, secretário; Aristóteles Lodi, tesoureiro; Domingos Spagnulo, João Ranieri e Antonio Pace, comissão de esportes.
O Palestra Itália surgia como o representante da colônia italiana. Além de se caracterizar como uma equipe de descendentes de italianos, o Palestra também se destacava por possuir membros da alta classe de Belo Horizonte, como o industriário João Ranieri, o escritor Giuseppe Perona e o médico Aurélio Noce , além de jogadores da classe operária, algo incomum à época. Outra característica marcante era o fato do time ser todo nascido em Belo Horizonte. O novo clube tinha, na sua maioria, membros ligados à Casa de Itália, um prédio da Rua Tamóios que era um espécie de embaixada italiana na capital e que acabou se tornando a primeira sede do clube. A implantação do Palestra Itália foi rápida. Primeiro,em 12 de março de 1921 o clube se inscreveu na Liga Mineira de Desportos Terrestres (LMDT), para participar do campeonato local, ainda no ano de 1921. A formação do quadro de jogadores foi mais fácil do que se esperava, pois recebeu a inscrição de 16 atletas do Yale – time com certa predominância de italianos – se transferiram para o novo clube, logo que souberam da sua criação. A debandada provocou um mal estar entre os clubes. Três meses depois de fundado, o Palestra realizou a sua primeira partida,em em 3 de abril de 1921 no estádio do Prado Mineiro,teve lotação máxima com 1500 torcedores, enfrentando um combinado entre Villa Nova e Palmeiras, times de Nova Lima. O atacante João Lazarotti, conhecido por Nani, marcou os gols que deram a vitória ao Palestra.
A primeira conquista do Palestra veio duas semanas após a partida de estreia, quando enfrentou o Atlético,no dia 17 de abril de 1921 em partida promovida pela Associação Mineira de Cronistas Desportivos (AMCD). Em um campeonato oficial, a primeira participação do clube aconteceu no Mineiro de 1921. Depois de passar por uma seletiva, o Palestra conseguiu chegar à fase final, jogando contra os considerados “grandes”.

### Primeiro Estádio

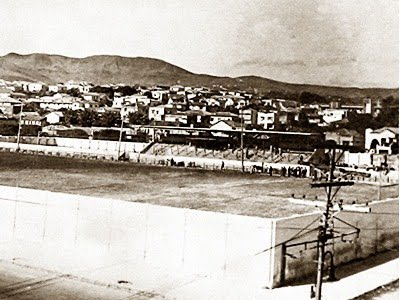
Estádio do Cruzeiro(Barro Preto)

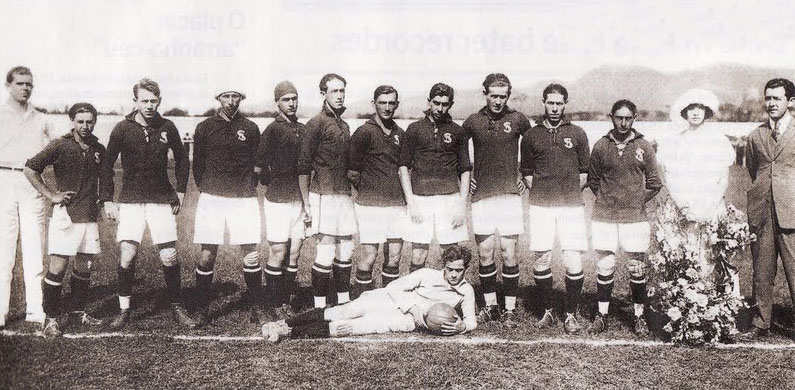
Cruzeiro, 1923.

Em 1923 o clube já tinha comprado um quarteirão inteiro da Prefeitura por cerca de 50 mil réis. O adversário na estreia do estádio foi o Flamengo. A partida foi marcada para o dia 23 de setembro, próximo à comemoração do dia nacional da Itália (20/9). O time mineiro, que tinha em sua linha de frente, formada por Piorra, Nani, Heitor, Ninão e Armandinho, a sua grande arma, foi reforçado por três atletas do Palestra Itália de São Paulo: o zagueiro Gasparini, o meio-campista Severino e o atacante Heitor. Os gols da equipe mineira foram de Ninão (2) e Heitor, enquanto Benevenuto, Agenor e Mário anotaram para os cariocas.
Em maio de 1923, a Federação Mineira decide oficializar os estádios do Cruzeiro e do América como sedes dos jogos da Serie A do Campeonato da Cidade, enquanto o Estádio do Prado passou a abrigar apenas as partidas da Série B. No dia 1 de julho de 1923, o Cruzeiro disputou sua primeira partida oficial, em seu próprio estádio, na goleada de 6 a 2 sobre o Palmeiras.
Pela primeira vez, em 16 de julho de 1925, dois jogadores do Cruzeiro integram a Seleção Mineira na disputa do Campeonato Brasileiro de Seleções. O ponta direita Piorra e o meia direita Ninão fizeram parte da equipe titular que goleou a Seleção do antigo estado do Rio, que era composto por jogadores dos clubes de Niterói, por 6 a 0, no estádio das Laranjeiras, no Rio de Janeiro.
Nos dias 2 e 3 de maio de 1926, o Cruzeiro disputou seus primeiros jogos fora de Minas Gerais. Ambos foram na cidade de Caçapava-SP. No primeiro contra a Caçapavense, foi derrotado por 2 a 1 e o segundo contra a Seleção de Caçapava empatou em 1 a 1. No retorno a capital, o clube foi suspenso por seis meses por ter disputado os amistosos sem o consentimento da Federação Mineira.
Em abril de 1927 o Cruzeiro inaugurou sua primeira sede no segundo andar do edifício do Banco Pelotense na Praça 7, no centro da capital. Anteriormente, o clube usava o salão da Casa d'Italia, na rua 1, para reuniões e assembleias. 
Há uma confusão no que diz respeito a um clube existente na capital chamado Yale. Muitos imaginam que este deu origem ao Palestra e posteriormente ao Cruzeiro. O Yale também era um clube fundado por descendentes de italianos, que surgiu anos antes do Palestra. Mas, após uma crise, e com o crescimento do outro clube de imigrantes em Belo Horizonte, grande parte dos associados e jogadores do Yale migraram para o Palestra. Foram registrados até hoje apenas quatro jogos entre os clubes, com as datas de 17 de julho de 1921 - Palestra 0 x 1 Yale, 6 de novembro de 1922 - Palestra 0 x 0 Yale, 7 de maio de 1922 - Palestra 0 x 0 Yale e 5 de agosto de 1923 - Palestra 3 x 2 Yale. Todos os jogos válidos pelo Campeonato da Cidade.

### Familia Fantoni
Atitudes pioneiras

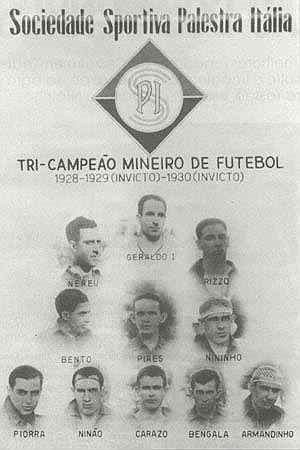
Tricampeonato 1928 - 1929(invicto) - 1930(invicto)

Dois fatos importantes na história o Palestra/Cruzeiro, que são estandartes a aumentar nosso orgulho e admiração pela nação celeste:
- Em (1925), por iniciativa interna, jogadores e dirigentes, decidiram suprimir dos estatutos a cláusula que tornava a agremiação exclusiva de italianos e descendentes. Isso ensejou o registro do jogador sírio-libanês Nereu, na esquadra do Barro Preto. Abria-se definitivamente para o mundo as portas do clube.

A trajetória do Palestra já era surpreendente até então, e o primeiro título mineiro não demorou a chegar, embora tenha ocorrido de um modo confuso. A falta ao jogo em Minas Gerais valeu ao Palestra uma suspensão de seis meses da Liga mineira, que inviabilizou a disputa do campeonato de 1926. Sem se intimidar, os dirigentes do clube solucionaram o problema com a criação de uma outra Liga, que organizou o próprio campeonato. No final do ano, o estadual teve dois vencedores, o Atlético por um lado e o Palestra pela outra Liga, e como eram ligas de organizações diferentes nunca foi atribuída divisão (1º e 2º) para as mesmas.
A Liga criada pelo Palestra ganhou o reconhecimento da CBD. Ao ver que os dirigentes do clube não voltariam atrás, a LMDT recuou em 1927, depois de ameaçar tirar banir o Palestra, e repatriou a equipe do Barro Preto, que exigiu a inclusão dos clubes integrantes da AMET no campeonato.
Em 17 de junho de 1928, o Cruzeiro aplica a maior goleada de sua história: 14 a 0 sobre o Alves Nogueira de Sabará, no Barro Preto. O atacante Ninão fez 10 gols na partida e se tornou o maior artilheiro em uma só partida da história dos campeonatos organizados pela Federação Mineira. Com a goleada por 6 a 1 sobre o Villa Nova, no Barro Preto, no dia 6 de janeiro de 1929, o Cruzeiro conquistou o Campeonato da Cidade de 1928. O empate  surpreendente, do Atlético com o Alves Nogueira, em 3 a 3, na preliminar, beneficiou o time cruzeirense, pois o Galo, que ainda tinha um jogo a cumprir contra o Villa Nova, ficou a três pontos na tabela de classificação e sem chances de alcançar o Cruzeiro na liderança.
Um ano após a conquista do tricampeonato mineiro, o Palestra perdeu os jogadores Ninão e Nininho, que se transferiram para o futebol europeu, além de outros cinco astros da máquina que empolgara a torcida na recente façanha: Nereu e Rizzo haviam pendurado as chuteiras, Pires retornou para Nova Lima, Carazzo foi para o futebol paulista, e o zagueiro Bento morreu. Surgia então um novo Fantoni, o atacante Niginho, irmão de Ninão e primo de Nininho, que havia participado do time anterior, mas só agora ganharia a condição de titular.
Ítalo Frattesi, o Bengala, que era titular do time de futebol, e Aristóteles Lodi organizam as primeiras equipes de basquete e vôlei em 1930.
Em março de 1931, os primos Ninão (atacante) e Nininho(lateral esquerdo), são contratados pela Lazio da Itália. Foram os primeiros jogadores do futebol brasileiro contratados pelo futebol europeu.
Como era o tricampeão de 1928-1929-1930, o Cruzeiro Esporte Clube reivindicou a Taça Liga Mineira, junto a Federação, em janeiro de 1931. Segundo o regulamento, o troféu, instituído em 1922, ficaria de posse definitiva da equipe que conquistasse três vezes consecutivas ou quatro alternadas o Campeonato da Cidade. Em vista do descaso do presidente da entidade, Tomaz Neves, que também era presidente do Atlético, a diretoria cruzeirense colocou uma bola na vitrine da sede em cujo coro vinha a seguinte inscrição: Palestra 5, Atlético 2, em alusão a goleada que definiu o Campeonato de 1929. No dia 25 de fevereiro de 1931, a Federação Mineira finalmente fez a entrega da Taça Liga Mineira ao Cruzeiro e descobriu que o clube já teria direito ao prêmio, quando conquistou o título de 1929, pois em 1927, uma reforma nos estatutos da Federação diminuiu de três para dois anos consecutivos a posse definitiva do troféu. Quanto a conquista do título de 1930, a posse da taça seria temporária.
A segunda partida da decisão do Campeonato da Cidade, que deveria ser disputada no dia 6 de dezembro de 1931, no estádio de Lourdes, contra o Atlético, não acontece porque a diretoria do Galo não conseguiu acertar a contratação de um árbitro carioca para apitar a partida, conforme acordo entre os clubes. Na preliminar entre os times B, os jogadores cruzeirenses foram agredidos por torcedores do Atlético. Por causa dos incidentes a diretoria do Cruzeiro rompeu relações com o Atlético. Jogadores de Atlético e Cruzeiro à revelia de ambas as diretorias dos clubes que estavam em litígio organizam amistosos em nome da paz entre os clubes. O primeiro em 27 de dezembro de 1931, no estádio de Lourdes, terminou empatado em 1 a 1.
Em 1932, Cruzeiro, América, Atlético, Florestina e Associação Mineira de Moços-AMA, fundam a Federação Mineira de Basquete. O Cruzeiro sagrou-se o primeiro campeão de Belo Horizonte com a seguinte formação: Bengal, China, Manoel Sanson , Bolão, Bruno e Quinquim. Bengala que já havia sido tricampeão da cidade de futebol, também se tornou campeão de basquete como jogador e técnico
O atacante Niginho é contratado pela Lazio, da Itália, em julho de 1932.
No dia 23 de maio de 1933, Cruzeiro, Atlético, Villa Nova e Siderúrgica adotam o regime profissional. Ambos se desfiliaram da Confederação Brasileira do Desporto-CBD, que não admitia o futebol profissional e passaram a fazer parte da Federação Brasileira de Futebol-FBF, que foi criada pelos clubes profissionais do país naquele ano. A FIFA não reconheceu a FBF. O Cruzeiro venceu o clássico contra o Atlético por 2 a 1, em 28 de maio de 1933, no Barro Preto. Foi o primeiro jogo da era do regime profissional
Após a goleada de 4 a 1 sofrida para o Tupybambas, em Juiz de Fora, pelo Campeonato Mineiro, em 1 de outubro de 1933, o diretor Nello Nicolai, do Cruzeiro, denunciou o árbitro Cid Roso de ter sido subornado para manipular o resultado o jogo. Semanas após a partida, o árbitro foi flagrado por dirigentes do Atlético e do Siderúrgica, no bar Tip Top, em Belo Horizonte, pedindo dinheiro para manipular o resultado de um  jogo. O árbitro foi banido do futebol mineiro.
Em 1933 o profissionalismo chega ao futebol. O Palestra, bem enfraquecido, não conseguia repetir o sucesso do final da década de 1920, quando tinha um excelente time. As suas estrelas se limitavam ao goleiro Geraldo Cantini e aos atacantes Piorra, Bengala e Armandinho. A intenção do grupo era mudar o nome do clube que já havia deixado de ser uma associação exclusiva da colônia italiana e por isso não havia mais sentido em se usar o nome Itália. A ideia sofreu resistências mas acabou ganhando aliados.
Em 2 de dezembro de 1934, Cruzeiro e Atlético marcaram um amistoso no Barro Preto. Antes do início da partida, uma chuva forte deixou o campo alagado e impraticável para o futebol. Por causa do grande público que compareceu ao estádio, os clubes decidiram fazer um jogo de 55 minutos de duração. Estranhamente, o árbitro José Pedro Rizzo (ex-jogador do Cruzeiro) anulou um gol marcado por Carlos Alberto (Cruzeiro) e Lola (Atlético), alegando que as poças d’água haviam atrapalhado os goleiros. No dia seguinte, os dirigentes de ambos os clubes admitiram, publicamente, que orientaram o árbitro a anular gols de qualquer natureza.
Em março de 1935 o atacante Niginho, que havia sido convocado pelo exército italiano para a guerra na Abissínia, foge para o Brasil. Vários dirigentes de clubes cariocas estiveram presentes no desembarque do jogador no Rio de Janeiro, mas Niginho recusou todas as propostas e optou em voltar ao Cruzeiro justificando que ele era uma extensão do clube.
Em 31 de março de 1935 o Cruzeiro estreou no Campeonato da Cidade contra o Retiro, de Nova Lima, no Barro Preto. O jogo teve a presença de dois árbitros em campo: Dunorte André e Edgar Pernambuco. Cada um era responsável por uma metade do campo. A experiência da Federação Mineira foi extinta no returno do Campeonato.
Jogadores e dirigentes do Cruzeiro foram vítimas de um massacre no estádio da Praia do Ó, em Sabará, em 2 de junho de 1935, numa partida pelo Campeonato da Cidade. Na metade do segundo tempo, quando o time sabarense vencia por 7 a 3, torcedores invadiram o campo dando início a uma série de agressões aos atletas cruzeirenses. Após vários minutos de interrupção, o jogo recomeçou e o Cruzeiro ainda diminuiu o placar marcando mais dois gols. Durante a semana, as relações com o Siderúrgica foram rompidas. O saldo foi de mais de 20 feridos, entre jogadores, comissão técnica e torcedores.
Em maio de 1936 o Cruzeiro inaugura a sua quadra de basquete. Em 28 de outubro de 1936 o Cruzeiro decide desfiliar-se da Federação Mineira sob a alegação de que estava sendo perseguido pelos poderes da entidade. Consequentemente, abandona o Campeonato da Cidade que ainda estava em andamento.
No dia 9 de novembro, Cruzeiro Esporte Clube e América (que também havia abandonado o Campeonato e se desfiliado da Federação Mineira) decidem retornar a Confederação Brasileira de Desportos - CBD e abandonam a Federação Brasileira de Futebol.
Com o retorno do Cruzeiro à CBD, que era reconhecida pela FIFA, o atacante Niginho foi convocado para a Seleção Brasileira de Futebol para a disputa do Campeonato Sul-americano, na Argentina, em dezembro de 1936. O Brasil estreou no Campeonato Sul-americano com uma vitória por 3 a 2 sobre o Peru, no estádio La Bombonera, em Buenos Aires, em 17 de dezembro de 1936. O atacante Niginho, do Cruzeiro, tornou-se o primeiro jogador de um clube mineiro a jogar e a marcar um gol pela Seleção Brasileira.
O departamento de basquete é reorganizado em 1938. Um grupo de sócios, dirigentes e atletas formam a ala renovadora em 30 de setembro de 1939. A proposta principal do grupo era nacionalizar o clube e alterar o nome Palestra Itália e as cores da bandeira italiana no uniforme por símbolos brasileiros.

## Palestra Itália torna-se Cruzeiro
A má fase Palestrina só teve fim no ano de 1940, quando o time voltou a conquistar o título mineiro. Após muita confusão durante a competição, o time decidiu o campeonato com o Atlético, já em 41, numa melhor de três. O Palestra venceu a primeira partida por 3 x 1, e o Atlético deu o troco, fazendo 2 x 1 no segundo jogo. No terceiro e último duelo, Nibinho e Alcides fizeram os gols que garantiram a vitória por 2 x 0 e o título do Campeonato. Esta seria a última partida do time com o nome de Sociedade Esportiva Palestra Itália.
Em janeiro de 1941, toma posse o presidente Ennes Ciro Poni, que era um dos integrantes da Ala Renovadora. Ele inicia o processo de reorganização e nacionalização do clube. Com a Segunda Guerra Mundial, em 1941, o Governo Brasileiro declarou guerra aos países do Eixo (Alemanha, Japão e Itália). O Estádio do clube sofreu ameaça de ser incendiado, salvando-se graças à intervenção da Polícia Militar. Em 30 de janeiro de 1942,neste dia então o Palestra Itália passou a se chamar Palestra Mineiro, a situação ficou insustentável, e o Palestra teve o mesmo destino do seu homônimo paulista: foi obrigado a mudar de nome, pois o governo federal decretou uma lei proibindo o uso de termos que fizessem referência a algum dos países do Eixo. A ideia de se transformar o clube numa entidade totalmente brasileira só foi concretizada em 29 de setembro de 1942, quando numa no dia 2 de outubro de 1942, o presidente Ennes Ciro Poni convocou uma assembleia geral reunindo a diretoria, foi aprovada uma nova mudança no nome do clube que passou a se chamar Ypiranga.
Entre os dias 3 e 7 de outubro de 1942 os jornais da cidade passaram a se referir ao clube como Ypiranga, porque pensavam que o nome sugerido pelo presidente Ennes Ciro Poni é o que seria aprovado na assembleia. Na assembleia geral, em 7 de outubro de 1942, os conselheiros e sócios mantiveram o regime profissional e aprovaram a sugestão de se alterar o nome e as cores do clube. Foram sugeridos nomes como Yale e Ypiranga, mas Cruzeiro Esporte Clube acabou sendo escolhido em homenagem ao símbolo maior da pátria brasileira, a constelação do Cruzeiro do Sul. O uniforme passou a ser azul, em homenagem a cor oficial da residência da realeza italiana, a Casa de Saboia. Assim, o clube passou a ostentar os símbolos das duas pátrias e que, inclusive, eram presentes nos uniformes das seleções esportivas de ambos os países. No entanto, o clube continuou jogando com o nome e o uniforme do Palestra Mineiro até 1943.
Em 17 de dezembro de 1942 Mário Grosso foi eleito pelo Conselho para presidente do Cruzeiro (era o primeiro desde o surgimento do novo nome). O primeiro jogo da equipe com o nome Cruzeiro aconteceu no final de 1942, diante do América. O nome deu sorte, e o Cruzeiro venceu por 1 x 0, gol de Ismael.
O Cruzeiro sagrou-se o primeiro campeão da categoria júnior de Minas Gerais. Após golear o Sete de Setembro por 5 a 1, na última rodada, em 5 de dezembro de 1943, o time estrelado levantou o primeiro caneco da categoria. O time revelou o zagueiro Duque e o atacante Alvinho. Com a goleada por 5 a 1 sobre o Siderúrgica, no estádio da Praia do Ó, em Sabará, em 19 de dezembro de 1943, o Cruzeiro confirmou o título de campeão da cidade. A torcida cruzeirense alugou um trem especial para a cidade vizinha sendo chamado de "Trem da vitória". Em 10 de setembro de 1944, o Cruzeiro sagrou-se bicampeão da categoria júnior ao derrotar o Siderúrgica na última rodada.
O Cruzeiro venceu o Siderúrgica por 2 a 1, no estádio da Alameda, em 21 de janeiro de 1945, e conquistou o bicampeonato da cidade de 1943-1944 com uma rodada de antecipação.
O time juvenil de basquete sagrou-se campeão metropolitano de 1944.
Em 1945, o cartunista Mangabeira (Fernando Pieruccetti), do jornal Folha de Minas, criou as mascotes dos clubes que disputavam o campeonato da cidade. Ele escolheu uma Raposa para representar o Cruzeiro, devido a astúcia do clube em descobrir jovens talentos do nosso futebol antes dos rivais.

### Reinaguração do Estádio

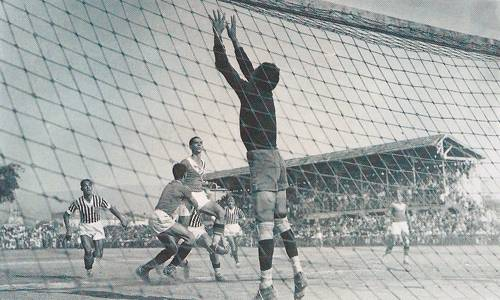
Geraldo II goleiro,fez 34 defesas na final do mineiro 1944, ajudando time o ser campeão

Apesar da estreia do nome Cruzeiro ter sido no final de 1942, foi só em 1943 que o time passou a usar o novo uniforme: camisas azuis, com golas brancas, calções brancos e meias em azul e branco. O símbolo agora era a Constelação do Cruzeiro do Sul. A estreia deu-se num amistoso diante do São Cristóvão, do Rio de Janeiro.
Além dos novos atletas, continuavam no elenco grandes jogadores, como Alcides e Geraldo II. O novo time era melhor que o anterior e conquistou o título do Campeonato Mineiro de 43, o primeiro da Era Cruzeiro. 
Ninguém retratava melhor estas dificuldades e a determinação dos cruzeirenses (ex-palestrinos) do que um brasileiro chamado Geraldo Domingos e, para nós cruzeirenses, imortalizado como Geraldo II.
Ele, como pedreiro, trabalhara, muitas vezes de graça, construindo com suas próprias mãos e suor, no Barro Preto, o Estádio JK. No campeonato de 1944  Geraldo II nos brindaria com sua maior apresentação, o Cruzeiro vinha em segundo no campeonato e revolucionara o futebol regional com um esquema onde todos ajudavam na marcação.
O simpático Siderúrgica de Sabará era uma das potências do Estado à época e naquela partida decisiva do campeonato viera com tudo buscando superar o Cruzeiro e seguir rumo ao título. Jogo começara e logo a Siderúrgica veio para cima e logo no primeiro ataque contra o gol de Geraldo II, o "Esquadrão de Ferro" balançou as redes do Cruzeiro, foi um bombardeio à meta do Geraldo II, 34 defesas durante a partida, número que impressiona. O time bairro preto conseguiu, heroicamente, virar aquele jogo. Depois, aos 39 minutos do segundo tempo, Niginho recebeu passe de Ismael e com um toque de craque colocou a bola no canto esquerdo do gol de Princesinha revertendo o placar.
Em 1 de julho de 1945, o Cruzeiro estreia seu novo estádio. O gramado também sofreu alterações, com a implantação do novo sistema de drenagem. O jogo de inauguração do estádio Juscelino Kubitschek, nome dado em homenagem ao então prefeito de Belo Horizonte, foi contra o Botafogo: empate em 1 x 1, com gols de Niginho para o Cruzeiro e Heleno de Freitas para o alvinegro.
No dia 21 de novembro do mesmo ano, foram inaugurados os refletores do estádio. O Cruzeiro recebeu o América-RJ e não foi exatamente um bom anfitrião, goleando os cariocas por 4 x 0, com 3 gols de Braguinha e um de Niginho. Seu portão de entrada,ainda continua igual na entrada da sede Urbana do Cruzeiro Esporte Clube.
Em 3 de janeiro de 1946 o Cruzeiro empatou em 2 a 2, com o Libertad, do Paraguai, no Barro Preto. Foi o primeiro jogo do clube contra uma equipe do exterior. Os paraguaios vinham invictos de uma excursão a São Paulo.
Por iniciativa do diretor José Fialho Pacheco, o clube passou a alugar um trem para os torcedores acompanhar os jogos do time pelo interior no Campeonato da Cidade. O "Trem da Vitória", como passou a ser chamado, duraria até o início dos anos 1960 e a sua estreia foi na partida contra o Siderúrgica, em 24 de março de 1946, no estádio da Praia do Ó, em Sabará.

### Crise financeira
A partir de meados da década de 1940, após os títulos de 1943, 1944 e 1945, o Cruzeiro entrou numa grave crise financeira, mergulhado num mar de lama. O difícil para esses jovens era como atuar muito perto da direção do clube. A solução encontrada, que parecia poder ajudar o Cruzeiro a sair do fundo do poço, era a prática de esportes especializados.
Em 1955 o Conselho levou a pauta da assembleia geral a retirada do clube do futebol e a extinção do esporte no clube, estando registrado no edital de convocação.
Mas, apesar do fortalecimento de outros esportes, é claro que o futebol do Cruzeiro continuou na ativa, participando dos campeonatos estaduais, porém sem grandes conquistas. O destaque do time dessa vez não estava no ataque, mas no gol: era o experiente goleiro Geraldo II.

### Sede Social

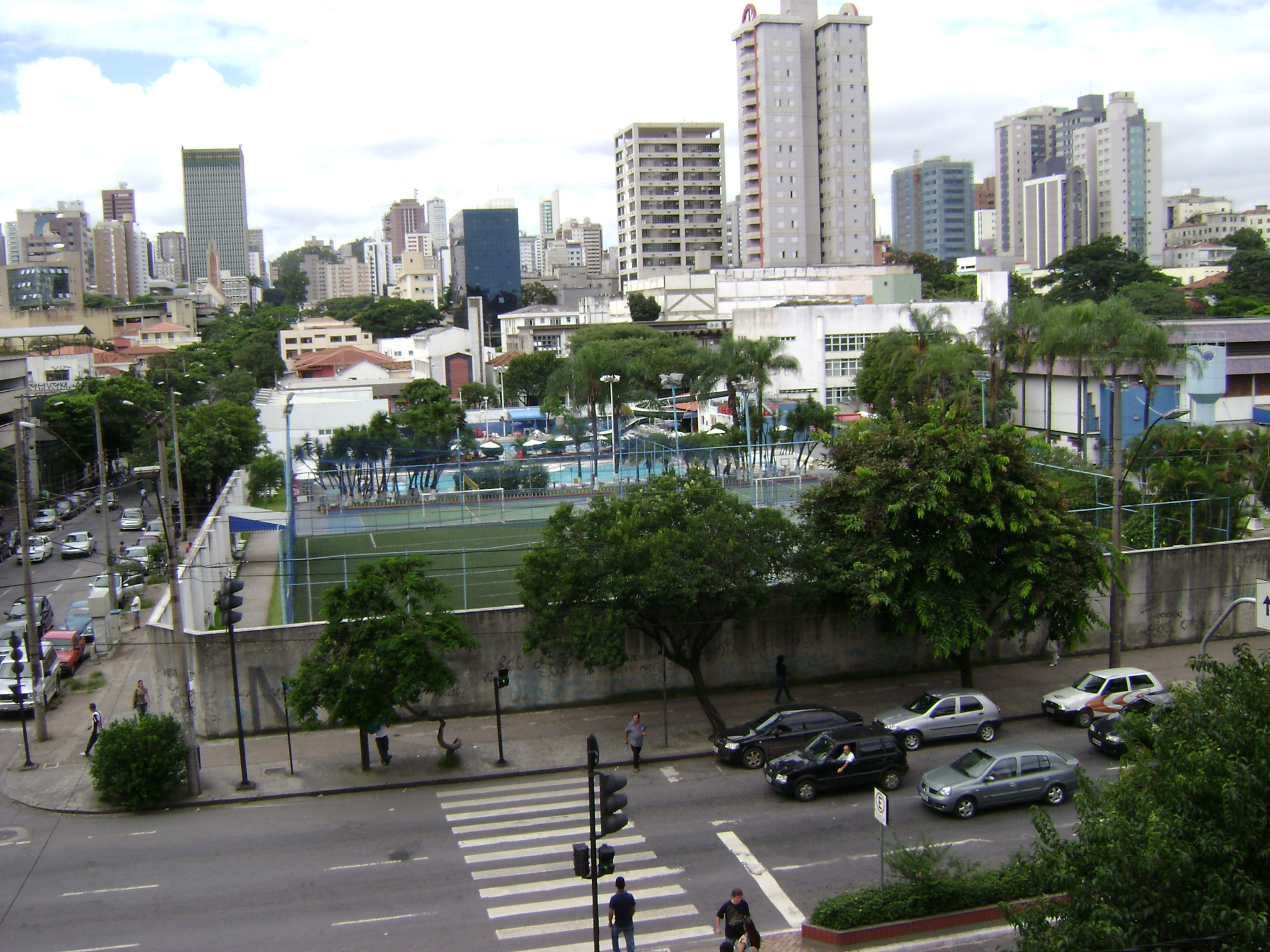
Clube sede do Cruzeiro, em Belo Horizonte

Depois do sucesso do chamado esporte especializado do Cruzeiro, o pessoal do futebol passou a dar importância à Ala Jovem, permitindo que seus membros entrassem para o Conselho Deliberativo do clube. Em meio à crise financeira, a presidência cruzeirense ficou vaga, com a saída de José Greco. A Ala Jovem, atuando dentro do clube, dava início ao projeto de construção de uma Sede Social para o Cruzeiro, com a ajuda novamente da Loteria do Estado, que havia liberado verba para a construção do prédio. No final de 1954, a construção da Sede Social do Barro Preto foi finalizada, já no mandato de Eduardo Bambirra (terceiro presidente do clube em 1954). Confirmando os planos da Ala Jovem, a Sede Social veio como uma salvação para o clube. No final das contas, o Cruzeiro] acabou reconquistando o título de campeão mineiro, que não obtinha desde 1945. Mas tudo acabou, no final, em pizza. Apesar de ter sido declarado campeão de 1956 pela justiça, em 1958 o Cruzeiro aceitou dividir o título com o ainda inconformado Atlético.
Duas fações passaram a disputar o poder no Cruzeiro, no final da década de 1950. Uma corrente era a do Barro Preto, formada por pessoas ligadas ao esporte especializado. A outra era dos chamados oriundi, onde sobressaíam Antonino Pontes, Hélio Volpini, Carmine Furletti e Felício Brandi, homens ligados ao futebol do clube. O time foi reformulado, recebendo jogadores vindos do interior e da várzea, casos dos zagueiros Procópio e Massinha, do meia-direita Nelsinho e do atacante Gradim, entre outros. O Cruzeiro conquistou o título de 1959. Em 1960, estreando um novo uniforme, com pequenas modificações, o Cruzeiro conquistou o bicampeonato.

### Era Felício Brandi
Em 1961 Felício Brandi assume a presidência do clube, em substituição de Antonino Pontes. O time, até então conhecido nacionalmente, passaria a se notabilizar no cenário internacional. Já no primeiro ano no comando do clube, o presidente viu seus atletas conquistarem mais um tricampeonato para a história cruzeirense. A construção da sede Campestre foi feita com a venda de cotas que garantiram o início das obras. A inauguração ocorreu em 1961. O clube havia ganho um terreno da Prefeitura no final dos anos 40 e ainda não construíra nada no local. Em 1961, a primeira parte da Sede Campestre ficou pronta, já com 4000 associados.
Em 1964 começou a ser formado o maior time do Cruzeiro de todos os tempos, que mais tarde viria a conquistar diversos títulos importantes. O sonho do presidente Felício Brandi era o de transformar o Cruzeiro em uma equipe tão forte e competitiva quanto o Santos de Pelé. Naquele ano de 64, chegaram ao Cruzeiro o zagueiro William e o meia Hilton Chaves, que pertenciam ao América, e o jovem Wilson Piazza, do Renascença. O técnico Marão foi responsável pela descoberta de muitos craques, mas foi substituído por Aírton Moreira, depois que o seu time fracassou no Estadual daquele ano. Aírton foi testando os jogadores e montando a fabulosa equipe que pouco tempo depois escreveria as mais belas páginas do Cruzeiro no mundo do futebol brasileiro e internacional.

### Era Mineirão

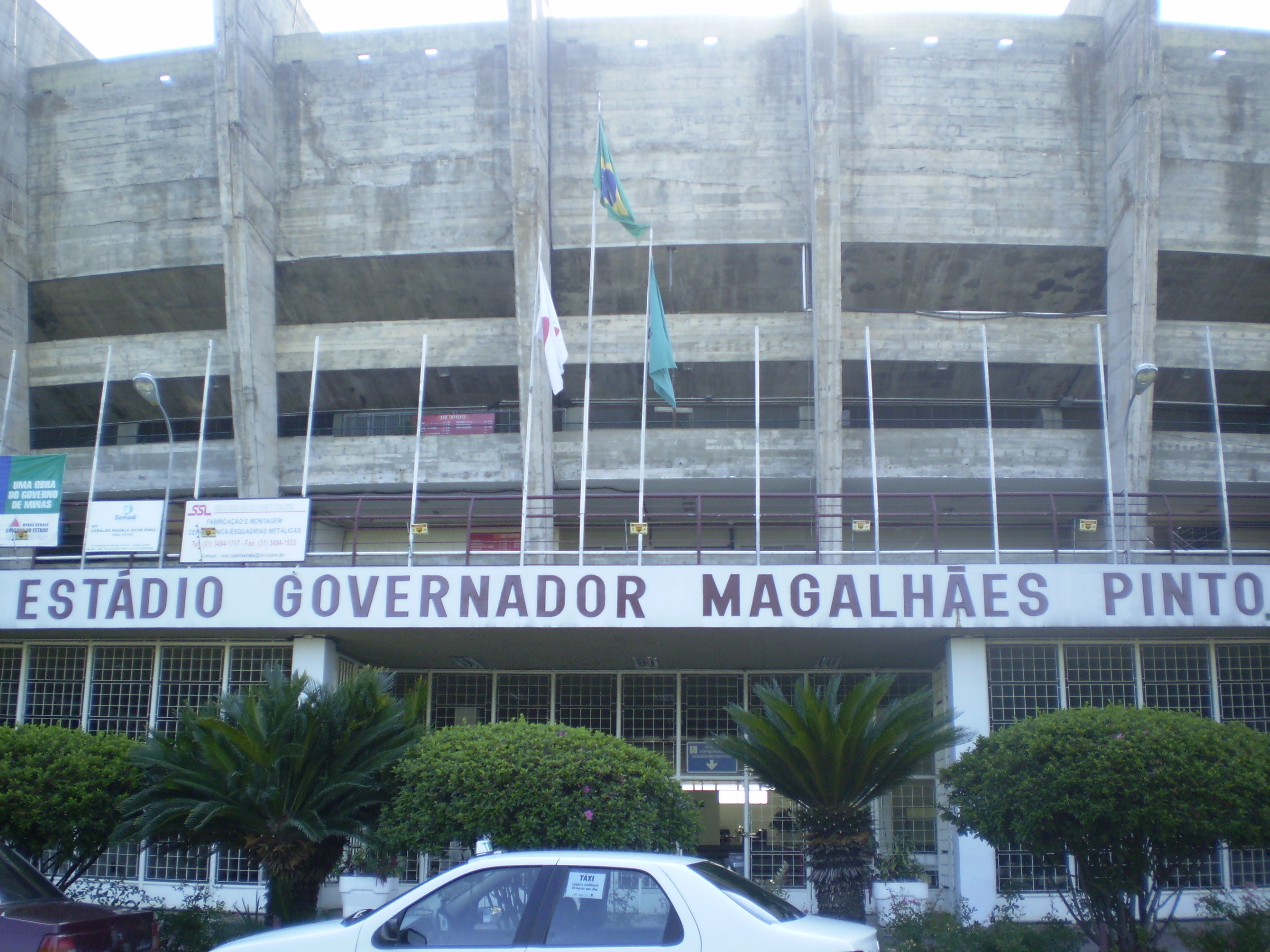
Mineirão entrance

A partir de meados da década de 60, mais precisamente 1965, o Cruzeiro começa a surgir no cenário nacional e internacional como uma grande potência. A história do clube pode ser dividida entre antes e depois daquele ano. O curioso é que essa data permite também a divisão da história do futebol mineiro, pois também em 1965 é inaugurado o estádio José de Magalhães Pinto, o Mineirão. O Campeonato Mineiro de 1965 teve início no mês de julho, dois meses antes da inauguração do Mineirão. Até então, o Cruzeiro não havia engrenado e fazia uma campanha irregular no certame. Depois da inauguração, tudo mudou. Como que inspirado no novo estádio, o time se transformou, passando a desfilar um futebol empolgante. 
A diretoria cruzeirense, trabalhando em sintonia com o time campeão de 1965, investiu ainda mais para a temporada de 66, fortalecendo a equipe. Trouxe o zagueiro Cláudio, que atuava no Grêmio, o atacante Evaldo, jogador do Fluminense, e o goleiro Raul, até então um mero reserva do São Paulo. Raul foi para o Cruzeiro graças à negociação do colega Fábio, que saíra transferido para Tricolor paulista. O presidente Felício Brandi recebeu informações sobre o goleiro reserva do Morumbi e, por meio de uma ligação para Vicente Feola, responsável pelo futebol do São Paulo, acertou a contratação do jovem goleiro.
Primeiro veio a conquista do bicampeonato mineiro. O Cruzeiro sobrou no estadual, conquistando o título com duas rodadas de antecedência. O clube fez uma ótima campanha na Taça Brasil até chegar às finais, quando enfrentaria o temível Santos. Na primeira partida, o Cruzeiro arrasou os paulistas, fazendo um surpreendente 6 x 2 no Mineirão. O primeiro passo já havia sido dado, mas havia ainda o jogo em São Paulo. Os garotos cruzeirenses precisavam arrancar ao menos um empate na Terra da Garoa para ficar com a Taça.Todos acreditavam que a derrota humilhante do último jogo seria devolvida. A confiança era tanta que no intervalo da partida, dirigentes paulistas procuraram o presidente do Cruzeiro para marcar a terceira partida para o Maracanã. O técnico Aírton Moreira utilizou a atitude prepotente dos paulistas como estímulo aos seus jogadores. Após perder o primeiro tempo por 2 x 0, o Cruzeiro se recuperou na segunda etapa. Os gols dos mineiros foram marcados por Tostão, Dirceu Lopes e Natal, enquanto Pelé e Toninho fizeram para o time da casa. 
A conquista foi de tamanha repercussão que, no ano seguinte, o Torneio Rio-São Paulo teve que abrigar clubes de Minas Gerais e Rio Grande do Sul, criando o Torneio Roberto Gomes Pedrosa, o "Robertão", embrião do atual Campeonato Brasileiro. Ainda em 1967, devido à Taça Libertadores da América, o Cruzeiro disputa sua primeira partida oficial no exterior, contra o Deportivo Galicia, da Venezuela, em Caracas, vencendo por 1 a 0.
Nesse período, surgem os primeiros grandes ídolos do clube: Tostão, Dirceu Lopes, Wilson Piazza e Raul Plassmann. Em 1966, Tostão foi o primeiro jogador de um clube mineiro a disputar uma Copa do Mundo. Em 1970, quatro jogadores conquistam o Tri pela Seleção: Tostão, Piazza, Fontana e Brito (ex-Vasco da Gama). O Campeonato Mineiro de 1967 foi um dos mais disputados da década, com o Atlético chegando a abrir cinco pontos na frente da Raposa, que se recuperou no final e conseguiu terminar a primeira fase empatada com o seu grande rival. A decisão do Estadual aconteceu no início de 1968 e colocou frente a frente os dois mais tradicionais times do Estado. Pela primeira vez, Atlético e Cruzeiro faziam uma final no Mineirão. O time de Tostão, Dirceu Lopes e companhia voltava a fazer o Cruzeiro tricampeão Mineiro.

### Taça Brasil de 1966
Após 22 partidas pelo Campeonato Mineiro de 1965 e 6 pela Taça Brasil 1966, em 30 de novembro de 1966, o Cruzeiro começava a escrever contra o Santos uma das páginas mais importantes de sua história, seu primeiro título nacional. É bem verdade que ao se tornar o primeiro campeão brasileiro em março de 1960, no Maracanã, o Bahia já havia iniciado a demolição da velha ordem. Mas foi com a vitória do Cruzeiro sobre o Santos que o Eixo teve de se curvar, colocar ponto final em seu torneio Rio-São Paulo e, humildemente, passar a disputar títulos nacionais contra o resto do país.
Que Santos era aquele?
Vencedor de 11 dos 15 campeonatos paulistas disputados entre 56 e 69, 5 vezes campeão brasileiro nos Anos 60 (61, 62, 63, 64 e 65), bicampeão sul-americano e mundial em 62 e 63, o Santos foi o maior time do mundo entre o final dos Anos 50 e o final dos 60. Quase todos os santistas que atuaram naquelas duas partidas finais da Taça Brasil, eram de Seleção Brasileira: Gilmar, Mauro Ramos, Zito e Pepe foram bicampeões em 1958 e 1962. Pelé, tricampeão, em 1958, 1962 e 1970. Carlos Alberto Torres, campeão em 1970. Havia ainda Toninho Guerreiro, artilheiro da competição (ele e Bita, do Náutico, com 10 gols), pentacampeão paulista, entre 67 e 71.
1° Jogo - Em Minas Gerais
1° Tempo
A história do 1º tempo só pode ser contada por meio dos fantásticos cinco gols da Academia Celeste. No 1 minuto, Evaldo recebeu passe de Tostão no meio de campo e percebeu Dirceu correndo em direção ao gol. O lançamento saiu preciso. Quando o meia se preparava para concluir, o lateral-esquerdo Zé Carlos, tentando desarmá-lo, marcou contra: 1 x 0. Aos 5, Dirceu recebeu de Evaldo e serviu a Natal. O ponteiro driblou Zé Carlos e chutou forte: 2 x 0. Aos 20, Oberdan saiu jogando, perdeu a bola para Dirceu, levou dois dribles e saiu de cena. Com a visão desimpedida, o Dez de Ouros chutou violentamente de fora da área: 3 x 0. O quarto coube a Dirceu Lopes. Aos 41, Dirceu driblou Mauro dentro da área e foi derrubado por Oberdan. Pênalti. Tostão fez inacreditáveis 5 x 0.
Intervalo - A Fúria do Rei
No final do 1º tempo, a caminho do vestiário, Pelé ouve o couro provocador da torcida mineira: “Cadê Pelé? Cadê Pelé?”. O Rei acenou para a torcida com a mão espalmada. Cinco gols? Não, cinco vezes campeão brasileiro, ele explicou. A verdade, contudo, é que, naquela noite, marcado individualmente por Piazza, Pelé não viu a cor da bola.
2° Tempo
O Cruzeiro voltou relaxado pensando em barganhar o jogo: tocaria a bola e o adversário se contentaria em evitar mais gols. Mas, ao invés de aceitar o fato consumado da derrota, o Santos foi à luta pensando em remontar o placar. Aos 6 e aos 10, Toninho Guerreiro marcou: 5 x 2. A torcida assustou-se. Pelé tinha fama de, quando provocado, superar-se e virar resultados tidos como definitivos. Mas Tostão, Dirceu e Piazza retomaram o controle do jogo. E a pá de cal sobre o pentacampeão brasileiro foi atirada aos 27 minutos. Evaldo recebeu passe de Tostão, driblou Oberdan e chutou forte, Gilmar deu rebote. Dirceu apareceu do nada para tocar para as redes: 6 x 2. Daí em diante, os times limitaram-se a exibir sua técnica refinada sob aplausos ininterruptos da torcida.
2° Jogo - Em São Paulo
Chuva forte, campo enlameado, poças d’água por todos os lados. Com amplo domínio do jogo, o Santos abriu o placar aos 23. Pelé driblou William e chutou no canto: 1 x 0. Aos 25, após receber passe de Pelé, Toninho invadiu a área e deslocou Raul: 2 x 0. Piazza recuou e voltou a colar em Pelé. O Cruzeiro respirou, começou a tocar a bola. O Santos arrefeceu um pouco seu poder ofensivo. Após descansar um pouco, voltou a atacar furiosamente nos últimos 5 minutos.
Aos 40, Pelé passou por Piazza e lançou Toninho entre Procópio e William. Raul saiu do gol e defendeu nos pés do centroavante. Um minuto depois, Toninho acertou a trave. Aos 44, Pelé ficou cara-a-cara com Raul. O goleiro fez milagre. Ficou no 2 x 0.
Intervalo
Aírton Moreira, que na chegada a São Paulo, recebera apoio dos irmãos mais famosos, Aymoré e Zezé, estava perplexo. “Tá tão ruim que nem eu sei como consertar. Façam o que vocês acharem melhor”, recomendou aos jogadores. Para piorar, num gesto de provocação, Mendonça Falcão, presidente da Federação Paulista de Futebol e Athiê Jorge Cury, presidente do Santos, procuraram Felício Brandi para acertar data e local do terceiro jogo. Foram enxotados, aos berros, do vestiário.
2° Tempo - A demolição do pentacampeão brasileiro
Já no início Piazza procurou parar Pelé. E sem a companhia do melhor do mundo, Toninho virou presa fácil para os compadres William e Procópio. Dirceu e Tostão começaram a cair pelos lados do campo. Sem o fôlego dos garotos celestes, Zito e Mengálvio se perderam na marcação. Sob pressão, a defesa santista começou a falhar. Aos 12, Hilton serviu Evaldo que foi derrubado na área por Oberdan. Pênalti. Tostão bateu mal. Cláudio defendeu. A torcida santista se assanhou à toa. Apesar do gol perdido, o Cruzeiro continuava controlando o jogo.
Aos 18, Lima derrubou Natal na lateral da área. Falta para cruzamento. Mas Tostão bateu direto. De curva: 1 x 2.
A partir daí, o Cruzeiro esqueceu-se de qualquer cuidado defensivo e dedicou-se a atacar. Dirceu exibiu seu repertório de gingas e dribles. Aos 28, tirou Joel de sua frente com um drible de corpo e fuzilou Cláudio: 2 x 2. Aos 44 pelo lado esquerdo Tostão passou por Lima e Zé Carlos e cruzou para trás. Chegando na corrida, Natal apenas cumprimentou Cláudio: 3 x 2.
Enlameado, Piazza levantou a Taça Brasil, o troféu mais importante da história do futebol mineiro até então.

### Torcida “China Azul”

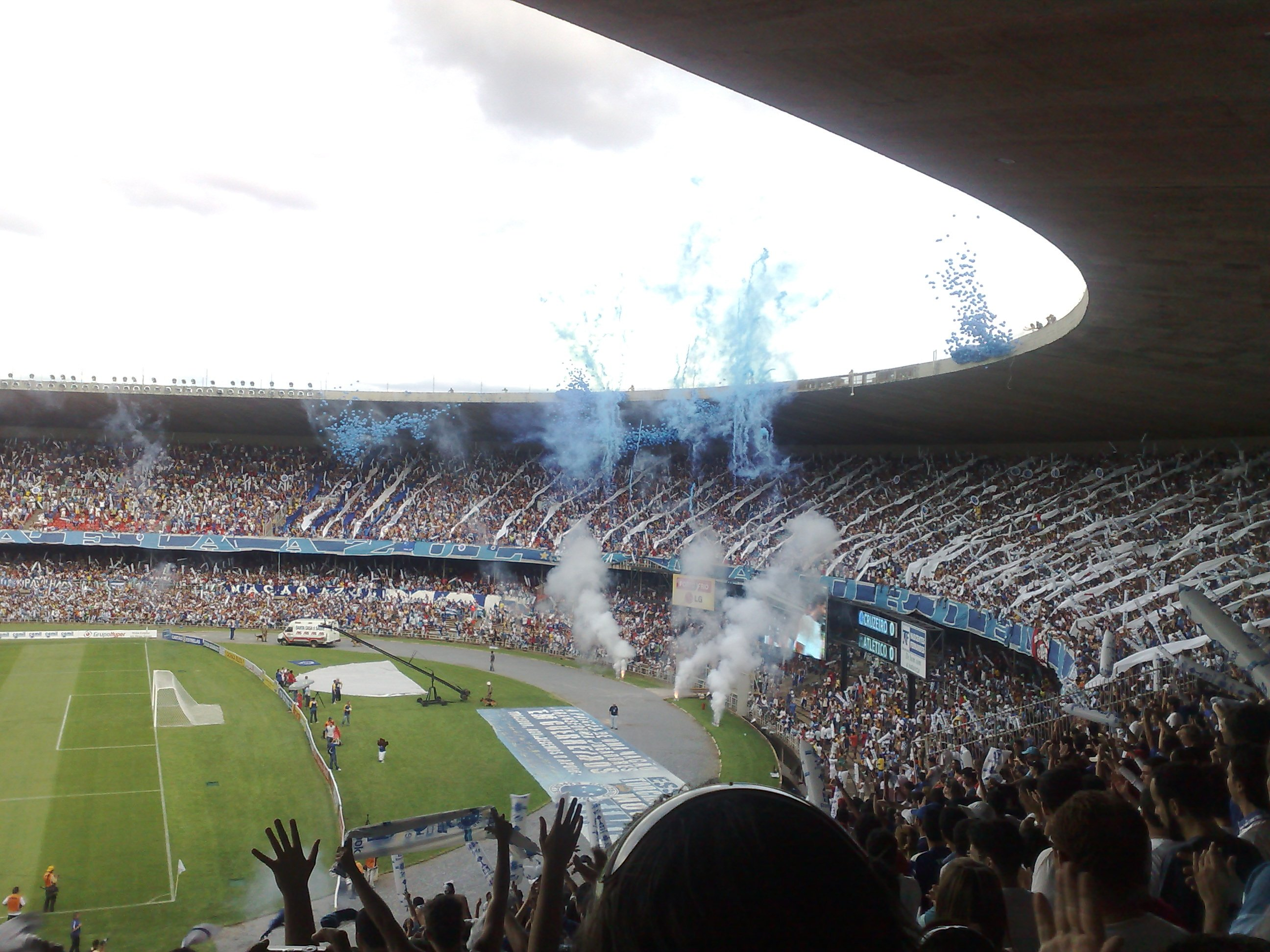
Torcida da Máfia Azul em jogo do Cruzeiro no Mineirão.

Com a conquista da Taça Brasil de 1966 e do pentacampeonato mineiro de 1965 a 1969, o clube passou a ter a maior torcida do estado. Era tão visível o aumento progressivo da torcida cruzeirense que o então escritor Roberto Drummond, que era atleticano, comparou o aumento ao índice demográfico anual da China, que é o país mais populoso do mundo, fazendo com que a crônica esportiva mineira passasse a se referir à massa cruzeirense como a “China Azul”.
E, após o título da Taça Libertadores de 1976, a paixão pelo Cruzeiro ultrapassou as fronteiras de Minas Gerais e o time comandado por nomes como Raul, Nelinho, Palhinha, Joãozinho e Zé Carlos passou a ser um dos clubes mais respeitados do futebol mundial.

### O time dos sonhos
A década de 1970 começou com o Cruzeiro perdendo a hegemonia no Estado. Depois da conquista do pentacampeonato de 1965 a 1969, o time foi superado nos campeonatos de 1970 e 1971. Mesmo assim, a equipe não perdeu a sua força, pois contava agora com com a habilidade de Palhinha, Nelinho, Joãozinho, Roberto Batata e um reforço argentino, considerado um dos melhores zagueiros do mundo: Roberto Perfumo. O Cruzeiro recuperou seu prestígio em Minas Gerais, vencendo a maior competição do Estado novamente em 1972, 1973 e 1974, mais um tricampeonato.

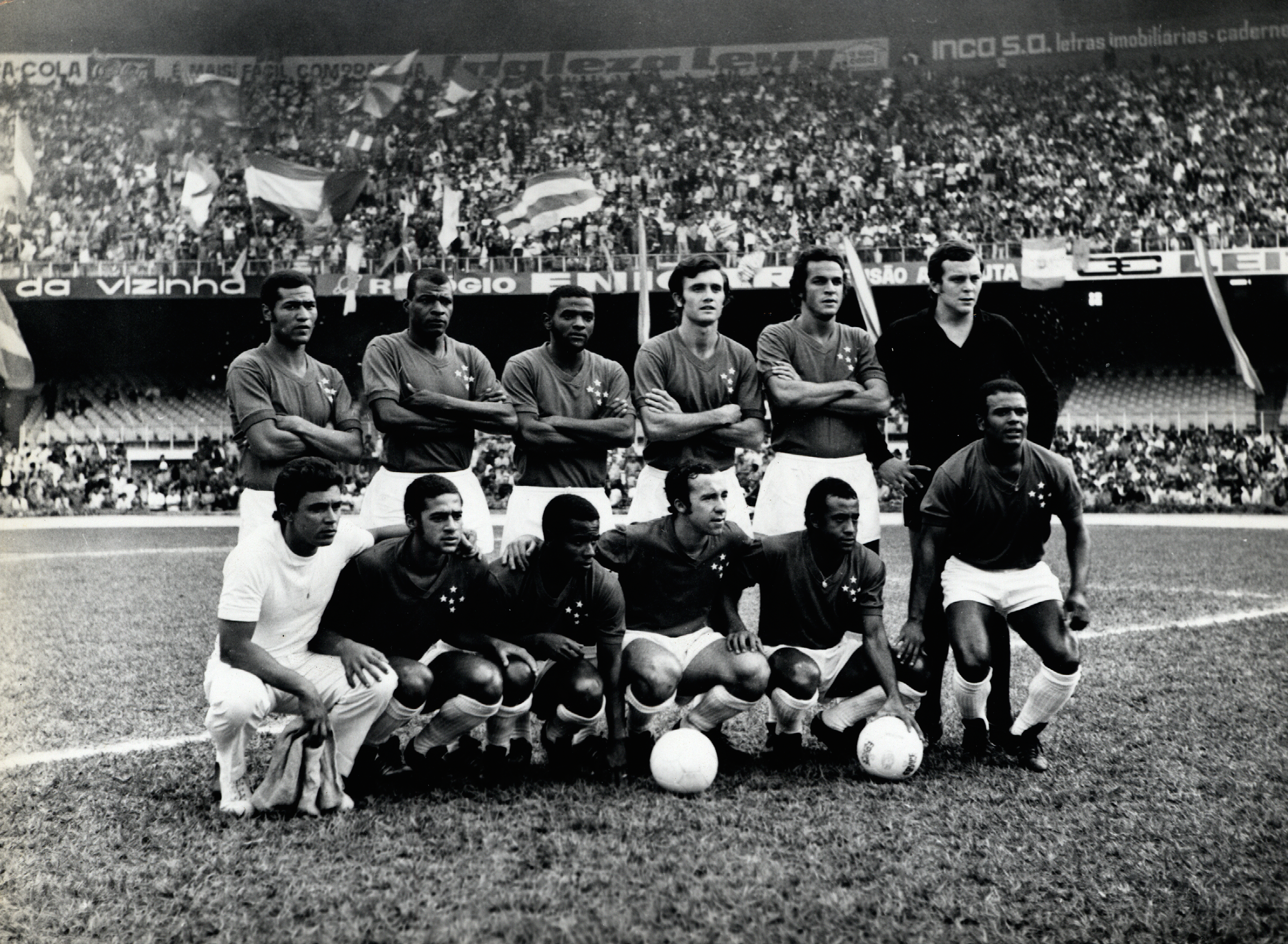
Time do Cruzeiro, 1971

Enquanto a equipe cruzeirense conquistava os títulos estaduais, a diretoria tratava de engrandecer ainda mais o clube. A intenção do presidente Felício Brandi de fazer do time um dos melhores do país já era realidade, mas nem por isso se dava por satisfeito. No dia 3 de fevereiro de 1973, foi inaugurada a Toca da Raposa, o mais completo e moderno centro de treinamentos do Brasil. Com a inauguração da Toca, o Cruzeiro foi o primeiro clube mineiro a organizar um departamento médico especializado para dar assistência aos jogadores de futebol. O tetracampeonato Mineiro em 1975, quando a equipe jogou parte da competição com o Expressinho da Vitória, um time misto, viria novamente dar alegria aos torcedores azuis.
O vice-campeonato no Brasileiro de 1975 rendeu ao Cruzeiro mais uma participação na Copa Libertadores da América, no ano seguinte. Pela terceira vez, a equipe mineira chegava ao mais tradicional torneio das Américas. Com uma campanha impecável, o Cruzeiro atropelou seus adversários e chegou à decisão contra o River Plate, da Argentina. O Cruzeiro sagrou-se campeão, proporcionando à torcida a maior alegria desde a fundação do clube, nos longínquos anos 20. O título da Libertadores, dedicado ao atacante Roberto Batata, veio coroar o trabalho do presidente Felicio Brandi, que fez do Cruzeiro um celeiro de craques desde a década de 60.
Passada a alegria do título da Libertadores, era hora de pensar na disputa do título mundial. O Cruzeiro enfrentou o alemão Bayern Munique. A primeira partida foi na Alemanha, em pleno inverno, e os mineiros acabaram não resistindo ao jogo dos europeus. O Bayern, de Beckenbauer, Müller, Rummenigge e Mayer, foi superior e fez 2 x 0. No jogo de volta, realizado no Mineirão para quase 115000 pessoas, o Cruzeiro pressionou sem conseguir vencer o goleiro Seep Mayer, o maior do mundo na época. O placar de 0 x 0 deu o título aos alemães, e a tristeza tomou conta da frustrada torcida.
Em 1977, o Cruzeiro teve que se contentar com o título mineiro. O Atlético era dono de um elenco forte, e as dificuldades aumentaram com o desânimo pela eliminação na Libertadores. A força atleticana foi comprovada na primeira partida, com o placar de 1 x 0, mas o Cruzeiro não se entregou e buscou a recuperação no segundo jogo. Venceu por 3 x 2, de virada, com três gols do atacante Revetria. No terceiro e decisivo duelo, a Raposa provou que não estava morta e fez 3 x 1, na prorrogação.
A grande máquina do Cruzeiro chegou ao fim no crepúsculo dos anos 70 e início da década de 80. Os jogadores foram se debandando. Palhinha, Jairzinho e o treinador Zezé Moreira já haviam saído depois da conquista do Mineiro de 1977. Raul foi vendido ao Flamengo, mesmo ano que o Guarani levou Zé Carlos. No início de 1980 só restavam no time Joãozinho e Palhinha, que retornara do futebol paulista. Neste momento, o Cruzeiro era reconhecido como uma potência mundial.
O ano de 1984 foi também aquele em que a família Masci assumiu o comando do clube, com a posse de Benito Masci, em substituição a Carmine Furletti. As estrelas das décadas de 60 e 70 davam lugar a um time mediano, com poucos destaques. 
Em 1987, com uma equipe formada basicamente nas divisões de base, com contratações de pouco impacto, o Cruzeiro venceu o Atlético nas finais. Após empate de 0 x 0 no primeiro jogo, uma vitória celeste por 2 x 0 na segunda partida selou a decisão. O destaque do time foi o ataque, formado por Róbson, Careca e Édson. No meio de campo, Douglas e Ademir ditavam o ritmo. Na final, o time bateu o Atlético por 1 x 0, gol de Careca.

### O Bicampeonato da Supercopa
A Supercopa Libertadores foi a melhor das competições organizadas pela Confederação Sulamericana, além da Copa Libertadores da América e que deixou muitas saudades entre os torcedores argentinos, uruguaios e brasileiros. O torneio reuniu entre 1988 e 1997 os campeões da Libertadores.A edição de 1991 foi a quarta da Supercopa e contou com um novo participante, o Colo Colo, do Chile, que havia conquistado a Libertadores no mesmo ano e que acabou sendo o primeiro adversário do Cruzeiro. A Supercopa Libertadores começou no mês de outubro e o Cruzeiro buscava se reabilitar na temporada.O time campeão estadual no ano anterior foi reforçado para a temporada de 1991, com as chegadas de Charles e Nonato. Apesar de perder a disputa regional para o arquirrival. A confiança e o bom futebol foram resgatados com as contratações do treinador Enio Andrade e do ponteiro direito, Mário Tilico, que havia sido o herói do São Paulo, na conquista do título brasileiro, ao marcar o gol tricolor na decisão contra o Bragantino.
A diretoria cruzeirense promoveu o jogo da estreia, no Mineirão, em 2 de outubro, espalhando outdoors na capital convocando a torcida para o desafio contra o campeão da Libertadores e até os ingressos foram personalizados com os escudos dos dois times, o que não era comum naquela época. Mais de 60 mil cruzeirenses responderam ao desafio e encheram o Mineirão. O Cruzeiro dominou toda a partida, mas não conseguiu traduzir a superioridade em gols e o placar não saiu do zero.Após o jogo, o presidente César Masci reclamou do árbitro Juan Carlos Crespi por ter anulado um gol do zagueiro Adilson, enquanto o técnico do Colo Colo, Mirko Jozic, protestou contra os coros de baixo calão da torcida do Cruzeiro.
No jogo da volta em Santiago, em 9 de outubro, as equipes fizeram um jogo aberto e com lances de gols para cada lado, mas novamente terminou empatada sem gols. Os torcedores do Colo Colo sequer imaginavam que aquela seria a primeira de uma série de eliminações que o Cruzeiro iria impor ao time chileno nas competições sul-americanas. O Nacional de Montevidéu, que havia eliminado o Boca Juniors, na fase de oitavas de final, foi o adversário do Cruzeiro nas quartas de final.Com a eliminação do Grêmio pelo River Plate nas oitavas de final, restaram apenas o Cruzeiro, o Santos e o Flamengo como representantes brasileiros na disputa.
O primeiro contra os uruguaios jogo foi no dia 16 de outubro, no Mineirão, e a dupla de ataque Charles e Mário Tilico, brindou os 60 mil cruzeirenses presentes com uma exibição antológica.O Cruzeiro imprimiu um ritmo forte no início do jogo e abriu uma vantagem de 2 a 0, no primeiro tempo. Charles marcou duas vezes. Aos 7 minutos, o goleiro Seré rebateu uma cobrança de falta e o camisa 9 não perdoou. Aos 20 aproveitou um passe de Tilico, após uma avançada rápida pela ponta direita.O time uruguaio passou a cadenciar o jogo e a valorizar a posse de bola, pois acreditavam que poderiam reverter a vantagem em Montevidéu, mas aos 35 minutos do segundo tempo, o meia Boiadeiro driblou um marcador e da intermediária mandou um bola indefensável no ângulo esquerdo. Nos minutos finais, em outra arrancada de Tilico pela ponta direita, Charles aproveitou o cruzamento para a área e fechou a goleada de 4 a 0. A dupla saiu consagrada do Mineirão. “Foi fácil entrosar com o Tilico. Ele era velocista, do jeito que a torcida gostava, e tanto naquela partida, com em toda a campanha, nossa sintonia foi muito boa”, recordou o centro-avante Charles, que atualmente é o secretario de esportes da prefeitura de Itapetinga. O Nacional abriu o placar, aos 26 minutos, com um gol do experiente atacante Cabrera, mas só chegou ao segundo gol, graças a marcação de um pênalti duvidoso, aos 29 do segundo tempo, que foi convertido por Venancio Ramos.A conivência do trio de arbitragem paraguaio com o antifutebol e a violência dos jogadores do Nacional transformou a partida, aparentemente fácil, num verdadeiro drama para o time cruzeirense. Os bandeirinhas fingiam não ver nada e o árbitro mandava seguir a pelota”, recorda o ex-meia Luiz Fernando, que hoje trabalha como auxiliar-técnico do Goiás.Aos 45 minutos o Nacional marcou o terceiro gol com Nuñez e, inexplicavelmente, a arbitragem deu quatro minutos de descontos, mas o Cruzeiro segurou o resultado e conquistou a classificação.“Levamos socos e cotoveladas fora da disputa pela bola. Além da qualidade dos times, que tinham jogadores das Seleções de seus países, a arbitragem era sempre contra nós”, recorda o ex-atacante Mario Tilico, que atualmente trabalha como técnico.
Após passar pela batalha de Montevidéu, o adversário do Cruzeiro na semifinal foi o Olimpia, que havia eliminado o Independiente, da Argentina, nas quartas de final. Com as eliminações do Flamengo pelo River Plate e do Santos para o Peñarol nas quartas de final, o Cruzeiro passou a ser o único representante do futebol brasileiro na disputa.
A primeira partida contra o Olímpia foi disputada no Mineirão, no dia 31 de outubro e, mais uma vez, a torcida cruzeirense encheu o Mineirão, para empurrar o time para a final. O ponta esquerda Marquinhos abriu o placar, logo aos 10 minutos, numa tentativa de cruzar a bola para a área, que acabou entrando no ângulo do gol defendido pelo goleiro Battaglia. No segundo tempo, o treinador Aníbal Ruiz colocou em campo o astro Romerito, aquele que foi campeão brasileiro de 1984, pelo Fluminense e que até hoje é considerado como um dos maiores ídolos da torcida tricolor. Ele voltava ao futebol paraguaio, após duas temporadas no Barcelona Futebol Club, da Espanha. Os paraguaios equilibraram o jogo e, aos 25 minutos do segundo tempo, Guirland empatou a partida.O jogo terminou com o placar de 1 a 1, muito comemorado pelos jogadores do Olímpia. Já os cruzeirenses saíram de campo lamentando as várias chances de gol desperdiçadas. Todos os jogadores eram muito técnicos e jogávamos com a bola no chão, como é a tradição no Cruzeiro. Era incrível como conseguíamos criar tantas chances de gol contra equipes de alto nível técnico, como naquela partida contra o Olimpia e nas outra pela Supercopa”, recorda o ex-atacante Charles.
O jogo da volta foi disputado no estádio Defensores del Chaco, em Assunção, no dia 6 de novembro. Ênio Andrade surpreendeu ao escalar o volante Andrade no lugar do atacante Marquinhos, mas mesmo assim o time manteve a ofensividade. Com a expulsão do zagueiro Paulão, no segundo tempo, Ênio surpreendeu de novo e trocou o meia Luiz Fernando pelo veloz atacante Paulinho, para puxar os contra-ataques.A partida teve lances de gol de lado a lado, mas o placar não saiu do zero e o Cruzeiro, novamente, decidiu a vaga na disputa de tiros livres. Guirlan desperdiçou a primeira cobrança do Olímpia, enquanto o Cruzeiro aproveitou todas e venceu por 5 a 3.
Assim como aconteceria com o Colo Colo, esta também foi a primeira de uma série de eliminações que o Cruzeiro iria impor ao Olimpia nas competições sul-americanas.
A decisão da Supercopa foi contra o River Plate, que vinha sendo o algoz dos times brasileiros, ao eliminar o Grêmio nas oitavas e o Flamengo nas quartas. Os argentinos chegaram a final após passarem pelo Peñarol, na semifinal.O primeiro jogo da final foi em Buenos Aires, no dia 13 de novembro, e o River conquistou um placar de 2 a 0, com um gol de pênalti do zagueiro Rivarola, aos 31 minutos e outro de cabeça do lateral esquerdo Higuaín, aos 45 minutos. Um resultado confortável que poderia ser facilmente mantido para o segundo jogo. “Vai ser difícil, embora temos demonstrado que nos damos muito bem neste tipo de decisão”, previa o atacante Ramon Medina Bello, na saída de campo, após a vitória por 2 a 0. No jogo da volta, em Belo Horizonte, o time de Ênio Andrade precisava devolver a vitória por dois gols de diferença para levar a decisão para os pênaltis.O otimismo da torcida e do plantel “milionário” (como são chamados torcedores e jogadores do River Plate) se justificava pelas campanhas na Supercopa e no Torneio Apertura do Campeonato Argentino, que havia conquistado com quatro rodadas de antecedência. “O Ênio Andrade foi fundamental na preparação da equipe para o segundo jogo. Ele nos convenceu de que era possível reverter o resultado e passou muita confiança para a gente”, recorda o ex-atacante Charles.O que ninguém poderia imaginar é que o Cruzeiro aplicaria um dos maiores bailes sobre o River Plate. O time imprimiu um ritmo alucinante do primeiro ao último minuto de jogo e com um toque de bola envolvente, transformou o onze milionário num mero espectador.O volante Ademir abriu o placar aos 34 minutos, ao desviar de cabeça uma cobrança de escanteio. Segundo uma estatística levantada pela revista El Grafico, da Argentina, o lance do gol de Ademir foi a 13.ª das 18 chances de gol criadas pelo Cruzeiro, somente, no primeiro tempo.O show de bola continuou na segunda etapa e, aos seis minutos, Mario Tilico ampliou ao desviar para gol, um lançamento do meia Macalé, que havia entrado na vaga de Luiz Fernando, que saiu machucado no primeiro tempo.
O gol do título foi aos 29 minutos, numa arrancada de Charles que partiu com a bola, desde o meio de campo, e terminou com o toque final de Tilico para as redes. “Acho que foi a única vez que fiz uma jogada como aquela”, recorda o ex-atacante Charles.Ninguém acreditava que o Cruzeiro pudesse reverter aquele resultado e a torcida do River não se conforma até hoje”, recorda o ex-lateral esquerdo Sorin, que na ocasião jogava nas categorias de base do River.
Aquele jogo é tratado na Argentina como “la pesadilla del Mineirao (o pesadelo do Mineirão)”. O Cruzeiro, com uma ótima campanha, chegou ao título da Supercopa dos Campeões da Libertadores. A atuação de Charles impressionou o astro Maradona, que acompanhou as finais. No ano seguinte, o meia do Napoli, da Itália, pagou 1,2 milhão dólares do próprio bolso pelo jogador e o cedeu ao Boca Juniors. “Se não posso jogar no Boca, que jogue este fenômeno”, justificou o ídolo argentino.“Aquele título representou uma nova era no Cruzeiro, que já tinha um título Brasileiro e uma Libertadores, mas há muitos anos não conquistava um título de expressão. Cresceu estruturalmente, formou times fortes e ganhou títulos em sequência”, analisa o ex-camisa 10, Luiz Fernando.
Em 1992, contando com estrelas do futebol brasileiro, entre elas Renato Gaúcho, Luizinho e Roberto Gaúcho, além do treinador Jair Pereira,Agora o Cruzeiro vinha com tudo,para que o bicampeonato viesse para Minas Gerais. A torcida estava muito empolgada com o novo time e o recorde mundial de média de público como mandante foi estabelecido pela China Azul na Supercopa de 1992.
A primeira vítima celeste foi o time colombiano Nacional de Medellín. A partida, disputada em Medellín terminou com um empate de 1 a 1 e o Cruzeiro só precisaria de uma vitória simples no Mineirão para seguir em frente na competição. Mas ao invés de um vitória simples, o maior de Minas, com o apoio de 70 mil torcedores que compareceram ao estádio em um jogo de primeira rodada e no meio da semana venceu o time colombiano por 8 a 0. Só Renato Gaúcho marcou 5 dos 8 gols cruzeirenses.
Na segunda partida, mais uma vez o River Plate cruzou o caminho do Cruzeiro. A primeira partida entre os dois times foi disputada em Belo Horizonte e terminou com um placar de 2 a 0 para o Cruzeiro. Os argentinos contaram com a ajuda do árbitro nos noventa minutos disputados na Argentina e a etapa normal de jogo terminou com um placar de 2 a 0 a favor dos argentinos, sendo que os 2 gols foram marcados de pênalti nos últimos cinco minutos. Além disso, três jogadores do Cruzeiro tinham sido expulsos. A vaga para seguir em frente na competição seria disputada nos pênaltis. Enquanto o River Plate desperdiçou uma das suas cinco cobranças o Cruzeiro marcou os cinco gols. O Cruzeiro venceu o River mais uma vez e seguiu para a semifinal.
A semifinal foi disputada conta o Olímpia do Paraguai. A segunda partida disputada no Mineirão terminou com um empate de 2 a 2 e o Cruzeiro se classificou mais uma vez para a final da Supercopa.
Argentinos e revanche novamente! Só que desta vez o sentimento de revanche era por parte dos cruzeirenses, uma vez que a final do torneio foi disputada contra o Racing, que ganhou a Supercopa da Libertadores de 1988 em cima do Cruzeiro. Como em todo o torneio a China Azul compareceu em peso no primeiro jogo da final, mais de 90 mil pessoas compareceram ao Gigante da Pampulha (Mineirão). Estes 90 mil apaixonados presenciaram um show azul do início ao fim. Aos 31 minutos Roberto Gaúcho chutou forte, contou com o desvio do zagueiro argentino Reinoso e marcou o primeiro gol azulado para a alegria dos cruzeirenses. Festa total! Era o primeiro gol rumo ao bi! O segundo gol saiu aos 12 minutos do segundo tempo quando Renato Gaúcho cruzou a bola para Roberto Gaúcho mandá-la de cabeça para dentro das redes! A alegria agora era maior, o Cruzeiro tinha um pouco mais de 30 minutos para aumentar sua vantagem e logo aos 25 minutos da etapa complementar o terceiro gol azul foi marcado por Luis Fernando depois de uma bela jogado de Roberto Gaúcho. Se os argentinos quisessem ser campeões teriam que ganhar por cinco gols na Argentina, uma tarefa quase impossível. A segunda partida disputada em Buenos Aires terminou com um placar de 1 a 0 a favor do Racing e o Cruzeiro mais uma vez ganhou um torneio internacional! Com muita raça, amor e emoção o Guerreiro dos Gramados trouxe mais um título para Minas Gerais, a equipe estrelada conquistou o Campeonato Mineiro e o bi da Supercopa. Na competição Sul-Americana, o Cruzeiro passou por Nacional de Medellín, River Plate e Olímpia, antes de enfrentar o Racing na final.

### Ronaldo: da Toca para o mundo
No primeiro semestre de 1993, o Cruzeiro confirmou a sua condição de time copeiro, conquistando a Copa do Brasil em cima do Grêmio. O empate no Olímpico, em 0 x 0, e a vitória mineira em Belo Horizonte por 2 x 1 garantiram à Raposa o título do torneio.
No segundo semestre de 1993, um novo talento surgia na Toca, despontando para o futebol mundial e a caminho de tornar-se o maior jogador do planeta. O garoto Ronaldo, de apenas 16 anos, começou a despertar o interesse de clubes e empresários de todo o mundo com suas atuações no Campeonato Brasileiro e na Supercopa de 1993. Em 14 jogos disputados pelo Brasileiro de 1993, Ronaldo marcou 12 gols. O atacante continuou balançando as redes no primeiro semestre de 94, quando a Raposa faturou o Campeonato Mineiro diante do Atlético, que havia montado um supertime, batizado de “Selegalo”. Na final do Estadual, o experiente time atleticano se curvou diante do jeito moleque de jogar da nova sensação do futebol brasileiro. Com 3 gols de Ronaldo, o Cruzeiro fez 3 x 1 no Galo e ficou com mais um título. O rápido sucesso do atacante e a sua convocação para a Seleção, acabaram tirando-o da Toca. O Cruzeiro vendeu seu passe para o PSV Eindhoven, da Holanda, por US$ 6 milhões, quantia irrisória perto do que passou a valer o supercraque brasileiro.

### Desbancando o Palmeiras
No ano de 1995, o empresário José de Oliveira Costa, o Zezé Perrella, assumiu a presidência do clube, pondo fim ao reinado da família Masci. As primeiras conquistas do Cruzeiro nessa gestão vieram no primeiro semestre de 1996. O clube conquistou o Campeonato Mineiro de forma surpreendente. Outra conquista marcante do clube foi a vitória sobre o Palmeiras, em pleno Parque Antártica, quando a Copa do Brasil ficou novamente em posse do Cruzeiro. Depois de atropelar adversários de alto nível, como Corinthians e Vasco, o time azul disputou a final da competição contra o todo-poderoso alviverde paulistano. Na primeira partida, houve empate no Mineirão em 1 x 1, mas o Cruzeiro superou o Palmeiras por 2 x 1, de virada, na capital paulista. Roberto Gaúcho e Marcelo Ramos garantiram a vitória e o título para o Cruzeiro, um dos mais marcantes da história do clube, não apenas pela dificuldade do adversário, o melhor time do país na época, mas pela nova chance de disputar a Copa Libertadores da América.
O Campeonato Mineiro de 1997 terminou com o Cruzeiro na final diante do inesperado Villa Nova, que havia eliminado o Atlético. Com uma campanha irregular, poucos acreditavam no sucesso do time de Paulo Autuori. O adversário foi o time peruano do Sporting Cristal. Com um empate e uma vitória, o Cruzeiro garantiu o bicampeonato da Libertadores.
A campanha na Libertadores e a final do Mundial Interclubes, em Tóquio, foram prioritários para o Cruzeiro em 1997, que investiu todas as suas fichas nessas competições. Mesmo porque o time não estava mostrando um bom desempenho naquele momento. Tanto que ele só fugiu do rebaixamento no Brasileirão na última rodada. Mesmo tendo beliscado o bi Sul-Americano, a diretoria resolveu mexer na equipe e contratou alguns jogadores só para a disputa do Mundial, em Tóquio, diante do Borussia Dortmund, da Alemanha. A conquista do Campeonato Mineiro de 1998, diante do Atlético, serviu para apagar a tristeza pela derrota no Mundial. Com três gols de Fábio Júnior na primeira partida da final, o Cruzeiro venceu o Galo por 3 x 2, revertendo a vantagem do rival. No jogo decisivo, o placar apontou um empate em 0 x 0, que garantiu aos cruzeirenses o tricampeonato. A diretoria contratou grandes jogadores para a disputa do Brasileirão de 1998, fazendo do Cruzeiro um dos maiores times do país. Entre os veteranos, o destaque foi o atacante Müller, que apresentou um excelente futebol, digno dos seus melhores tempos de São Paulo. A equipe chegou à final diante do Corinthians e acabou sendo vice-campeã. Dois empates nos primeiros jogos e uma derrota na partida final adiaram o sonho do torcedor celeste de conquistar o Campeonato Brasileiro, único título que o clube ainda não possui. A temporada se encerraria com mais dois vice-campeonatos: na Copa Mercosul e na Copa do Brasil, em ambas finais derrotado pelo Palmeiras.
O final de 1998 marcou a despedida do goleiro Dida do Cruzeiro. O grande ídolo da torcida não quis se reapresentar no início de 1999, alegando ter recebido proposta oficial do Milan. O caso envolvendo o atleta e o clube acabou na Justiça. Antes amado pela torcida, Dida passou a ser hostilizado quando jogava em Minas, por causa do episódio. Outro desfalque para a temporada de 1999 foi o atacante Fábio Júnior, vendido para a Roma, da Itália, por US$ 15 milhões, transformando-se na maior negociação do clube em toda sua história.
No primeiro semestre de 1999, o Cruzeiro venceu a Copa dos Campeões de Minas Gerais, vencendo o Atlético na final por 5 x 1, a maior goleada do clube sobre o seu rival. A conquista da Copa dos Campeões levou o time à disputa da Copa Centro-Oeste, que também foi conquistada pela equipe. No Campeonato Mineiro, o time parou na semifinal, eliminado pelo Galo. Com a base do time de 1998 mantida, restava a missão de conquistar o Brasileirão. A campanha na primeira fase da competição foi excelente. O time se classificou em segundo lugar. O técnico Levir Culpi foi demitido após ficar dois anos no comando do time. A boa notícia para a torcida no segundo semestre foi a assinatura do contrato com a HMTF (Hicks, Muse, Tate & Furst), que injetou R$ 40 milhões no clube..
Vivendo uma nova realidade, o torcedor cruzeirense entrou no ano 2000 na expectativa de novas conquistas. A diretoria montou um bom time, já utilizando recursos da parceria com a HMTF. O início de 2000, porém, não foi bom para o clube, que perdeu a decisão da Copa Sul-Minas para o América e teve seu técnico Paulo Autuori dispensado após a derrota diante do Atlético por 4 x 2, pelo Campeonato Mineiro.

### Conquista histórica
Após a conquista da Copa do Brasil em 2000, o Cruzeiro passou a viver uma época dos grandes técnicos. Marco Aurélio, que depois voltaria a ocupar o cargo, não teve tempo nem para comemorar o título, pois foi substituído no dia seguinte por Luiz Felipe Scolari, o Felipão, que em 2002 comandaria a Seleção Brasileira na conquista do Pentacampeonato Mundial no Japão e Coreia do Sul.
Mas foi sob a direção de outro treinador renomado, Vanderlei Luxemburgo, que o Cruzeiro se destacaria no início do século XXI. Em 2003, o time celeste colheu os frutos do trabalho iniciado pelo treinador no ano anterior. Quando Luxa assumiu o cargo, a Raposa estava ameaçada de rebaixamento no Brasileiro de 2002. Não caiu, teve uma boa reação na competição e foi formada a base do time que ganharia tudo no ano seguinte.
O Cruzeiro, em 2003, foi campeão mineiro, da Copa do Brasil – superou o Flamengo na final –, do primeiro Campeonato Brasileiro por pontos corridos da história da competição. Fez barba, cabelo e bigode na conquista da Tríplice Coroa, como ficou conhecido o feito. O então auxiliar-técnico Paulo César Gusmão assumiu o cargo, iniciando sua carreira como treinador e levou o time celeste ao título mineiro. Não conseguiu levar o time mais longe na Libertadores daquele ano e acabou dispensado.
A aposta da diretoria cruzeirense foi em outro técnico medalhão. No ano passado, não conseguiu um único título, quebrando uma sequência de 15 anos de conquistas.Em 2006, com a manutenção de Paulo César Gusmão, que foi contratado durante o Brasileiro de 2005, o clube celeste voltou a ser campeão, ao superar o parceiro Ipatinga, que o havia batido na final do Mineiro de 2005. Dessa forma, o clube celeste volta a conquistar a hegemonia mineira.
Na mesma temporada de 2009 o Cruzeiro chegou na final da Libertadores contra o Estudiantes, o mesmo adversário que tinha enfrentado na fase de grupos. Na primeira partida final, um empate em 0x0 que deixou o Cruzeiro muito próximo do tricampeonato, mas no jogo de volta no Mineirão com 64800 pessoas, o Cruzeiro perderia para o Estudiantes depois de ter feito 1x0, ao final do jogo, 2x1 de virada para o Estudiantes e fim do sonho do tricampeonato e do sonho de ser campeão mundial, título que o clube havia disputado por duas vezes (ainda nos tempos da Copa Intercontinental ao conquistar a Libertadores, em 1976 e 1997) mas perdeu em ambas as ocasiões, em que enfrentou clubes alemães: em 1976 o Bayern de Munique e em 1997 para o Borussia Dortmund.

### Fim da Era Perrela
Na temporada de 2010 o Cruzeiro foi regular e terminou o Mineiro na 3.ª colocação, foi até às quartas-de-final da libertadores e foi vice-campeão brasileiro. Com esse estilo de jogar, o Cruzeiro fez sua estreia na Copa Libertadores da América contra o Estudiantes, time que desbancou o Cruzeiro na final da Libertadores de 2009, na Arena do Jacaré, e aplicou uma goleada de 5x0 no time argentino, com uma atuação praticamente impecável de todo o elenco, se vingando com estilo da perda do título de 2009 e colocando o Cruzeiro já como favorito à conquista do torneio. Na sequência da competição, o time derrotou o Guarani-PAR em casa por 4x0, empatou fora com o Deportes Tolima-COL por 0x0 (com o goleiro Fábio, ídolo da torcida celeste, defendendo um pênalti e evitando a derrota), construiu mais um resultado de expressão contra o Tolima em casa, por 6x1, derrotou o Guarani fora por 2x0 e surpreendeu no último jogo da fase de grupos, jogando contra o Estudiantes fora de casa, jogo que era temido que o Cruzeiro não conseguisse a vitória, mas o time surpreendeu a todos com um placar de 3x0, mais uma vez com uma ótima atuação da equipe, consolidando a supremacia da equipe celeste na 1ª   fase e selando a classificação às oitavas-de-final como melhor 1º colocado da fase de grupos, com uma campanha arrasadora e que colocava o time como favorito absoluto à conquista do torneio.
Mesmo priorizando a Libertadores, o Cruzeiro conseguiu, ao mesmo tempo, manter o bom aproveitamento também no Campeonato Mineiro, terminando a 1ª fase da competição em 1º, com um ótimo aproveitamento e saldo de gols.
Na sequência da Libertadores, o Cruzeiro enfrenta o Once Caldas-COL, pior 2º colocado da fase de grupos, com a 1ª partida sendo disputada na Colômbia. Mesmo com as adversidades e desfalques, o Cruzeiro conseguiu a vitória de 2x1, sofrendo um gol no final do jogo. A derrota para o Once Caldas por 2x0 dentro de casa, depois de uma exibição pífia da equipe dentro de campo, encerrou, de forma inesperada, a participação do Cruzeiro na competição.
Ainda sem se recuperar do baque da eliminação da Libertadores, o time entra em campo, 4 dias depois, para a disputa do jogo de ída da final do Campeonato Mineiro de 2011, e ainda por cima contra o arquirrival Atlético. Visivelmente abatido pela eliminação, o time sofreu derrota por 2x1 para o rival, o que deixou alguns torcedores já entregando o ouro, apesar do time precisar apenas de uma vitória simples no jogo de volta, mas pelo que o time havia apresentado, que estaria longe de conseguir a vitória.
Passada uma semana, era o dia do jogo de volta, a decisão do título. E a equipe mostrou superação dentro de campo, vencendo o rival por 2x0 assim, conquistando, Campeonato Mineiro 2011, apagando um pouco a tristeza da eliminação e ganhando confiança para a disputa do Campeonato Brasileiro.
Ao contrário do ano anterior, o Cruzeiro foi mal no Campeonato Brasileiro, correndo um risco enorme de ser rebaixado para a disputa da série B do ano seguinte, fato que nunca aconteceu com a equipe, já que o time é um dos poucos que disputaram todas as edições do campeonato nacional na série A. Na última rodada do torneio, a equipe celeste só dependia de si mesma para permanecer na 1ª divisão, mas enfrentaria seu arquirrival Atlético-MG, que poderia rebaixar o Cruzeiro, caso um outro time do campeonato, o Ceará, conseguisse vencer seu jogo também. Mas o Cruzeiro aplicou uma sonora goleada de 6 x 1, escapando do rebaixamento e conseguindo a sua maior vitória em clássicos.
Em 2011 ficou também marcado o fim da ‘’Era Perrela’’, após mais de 15 anos no cargo mais alto do clube. Sua saída foi muito conturbada, pois todos colocavam a responsabilidade em cima dele pela campanha muito ruim em 2011. [carece de fontes?]

### Início da Gestão Gilvan De Pinho Tavares
Depois de um final de campeonato brasileiro melancólico para a grandeza do Cruzeiro Esporte Clube, salvo pela goleada histórica sobre o rival na última rodada, em janeiro de 2012, dá-se início à gestão do presidente Gilvan de Pinho Tavares. Com proposta inicial de corte de gastos e redução da folha salarial, aliado ao fechamento do Mineirão visando a reforma para a Copa do Mundo, o primeiro ano de gestão pode ser considerado mediano. Com vários jogadores vendidos da temporada passada, e contratações de baixo nível técnico, o Cruzeiro não conseguiu manter um nível satisfatório no primeiro semestre de futebol. O time perdeu a classificação para a final do mineiro para o América, o que acarretou mudanças na equipe. Apesar disso, o treinador foi mantido ate a posterior eliminação na Copa do Brasil pelo Atlético-PR, que definiu o fim da linha para o técnico Vagner Mancini. Sob muitas criticas, Celso Roth se tornou o novo treinador Celeste para o restante do Campeonato Brasileiro. Com uma campanha razoável, este treinador permaneceu na toca da Raposa ate o fim do ano, não correndo risco de rebaixamento. Mais de um ano e meio sem seu estádio, em reformas para a Copa do Mundo 2014, o Mineirão estava chegando em fase final de obras.

#### Reformulação e Bicampeonato Brasileiro Inédito
Chega 2013 e, amparado pelo surpreendente crescimento do número de associados e pelo retorno ao Mineirão, o que daria maiores públicos, renda e reaproximaria o time de sua torcida, o Cruzeiro retoma suas conquistas. Após um 2012 de reformulação e contratações ruins, o Cruzeiro modificou bastante seu plantel, trazendo jogadores conhecidos, como Diego Souza, Dedé e Dagoberto, e desconhecidos, como Everton Ribeiro e Ricardo Goulart, que posteriormente seriam os grandes destaques do bicampeonato. A parceria entre torcida e time se tornou ainda mais sólida após a perda do campeonato mineiro de maneira injusta, visto que o Cruzeiro venceu quase todas as partidas, e uma única tarde infeliz impediu que o time se sagrasse campeão. O início do Brasileiro desse ano foi razoável com alguns tropeços, apesar de bom futebol. E, após uma 1° partida espetacular, com direito a golaço de Everton Ribeiro, um gol aos 40 do segundo tempo impedem o sonho do penta da Copa do Brasil. Pronto. Mais um baque que serviu para fortalecer cada vez mais um time bom, mas que precisava dar resposta à sua torcida, que não via o Cruzeiro levantar uma taça nacional desde a tríplice coroa de 2003. Com a contratação de Willian e grandes partidas de Everton Ribeiro, Nílton, Goulart e Fábio, a equipe celeste volta a ser campeã. As perspectivas para 2014, após um ano excelente, eram as melhores. Mas, apesar de boas partidas na libertadores e do título mineiro de forma invicta, faltou novamente o tri da maior competição de clubes da América. O Cruzeiro então reforçou seu plantel, com Manoel e Marquinhos,  e, com a base do ano passado, partiu em busca do tetra, sendo o primeiro bi de maneira consecutiva. 80 pontos, recorde até então desde 2006, e mais uma vez grandes exibições de Moreno, Goulart, Ribeiro, Lucas Silva e Henrique. Nem a perda da Copa do Brasil para o maior rival desanimaram a torcida, que queria mais uma tríplice coroa naquele ano. Para 2015, novamente, as perspectivas eram boas, mas as saídas de atletas como Everton Ribeiro, Ricardo Goulart, Lucas Silva e Marcelo Moreno fizeram com que a equipe não chegasse nem na final do estadual, e novamente ficou pelo caminho na Libertadores. Após um início ruim de Brasileiro, a diretoria resolveu demitir o técnico bicampeão brasileiro Marcelo Oliveira, o substituindo por Vanderlei Luxemburgo, herói em 2003, mas que virou vilão após sucessivas derrotas e más atuações de sua equipe. Com a vinda de Mano Menezes, o Cruzeiro ficou 13 jogos sem perder, se recuperou e por pouco não voltou à Libertadores no ano seguinte. Mano Menezes aceitou oferta milionária do Shandong Luneng, da China, e o Cruzeiro decidiu efetivar o então auxiliar Deivid a treinador. 2016 passaria a ser, como 2015, um ano de incógnita. Mano Menezes acertou seu retorno ao Cruzeiro no dia 26 de julho de 2016. Reestreou com uma derrota diante do Santos, jogo válido pela 17 rodada do Campeonato Brasileiro 2016, competição em que levou o clube à 12ª colocação.
Em 2017, o Cruzeiro perdeu a final do Campeonato Mineiro 2017 para o maior rival, Atlético Mineiro. Em seguida, foi eliminado da Copa Sul-Americana 2017. Porém, o Cruzeiro se sagrou campeão da Copa do Brasil 2017, após eliminar times como o São Paulo, Chapecoense, Palmeiras e Grêmio, até chegar na final contra o Flamengo, quando se sagrou campeão do torneio, conquistando seu 5º título na competição.
Em 2018, a equipe começou o ano com o pé direito, conquistando o Campeonato Mineiro 2018 em cima do Atlético Mineiro, com apenas uma derrota e revertendo a vantagem do rival, que era de 3-1 com um jogo de volta polêmico. Na Copa do Brasil 2018, o Cruzeiro eliminou Atlético Paranaense. Eliminou o Santos na disputa de pênaltis, onde o goleiro Fábio pegou todos os pênaltis da equipe paulista. Eliminou o Palmeiras, até chegar na final da competição contra o Corinthians, venceu os dois jogos e se sagrou campeão da Copa do Brasil pela segunda vez consecutiva e alcançando seu 6º título na competição.
1. ↑  Almanaque do Cruzeiro. 1991. Página 15. Henrique Ribeiro